# Sham 69
O Sham 69 foi uma banda inglesa de punk rock, da vertente Oi!, formada em 1976 em Hersham, Surrey.
Jimmy havia sido um skinhead alguns anos antes, e quando viu que surgia uma nova geração de skins, se empolgou e deu o lendário grito "Skinheads Are Back!" num show em 77. Mas o que ele não esperava era que, ao contrário dos skins originais do final dos anos 1960, parte da nova geração estava envolvida com a extrema-direita.
Esta associação prejudicou a imagem da banda (que sempre fora contrária ao fascismo) e, para a alegria da imprensa que colocava todos os skins, fascistas ou não, como um único grupo, Jimmy Pursey acabou renegando o público skinhead que dera tanto apoio a eles.
Isso foi considerado uma traição, e o Sham 69 perdeu boa parte de seu público e credibilidade.
A banda ensaiou alguns retornos nos últimos 15 ou 20 anos e atualmente faz shows esporádicos, entretanto sem Jimmy Pursey. O Sham 69 sempre será lembrado como a banda mãe do Punk Oi!, por sua temática realista, letras claras e diretas e por estimular a união entre punks e skinheads e toda a "juventude sem futuro".

## Formação "clássica"
A formação "clássica" do Sham 69 (outubro de 1977) era:
- Jimmy Pursey: vocal
- Dave Parsons: guitarra
- Rick Goldstein: bateria
- Dave Treganna: baixo

## Discografia

### Álbuns
- Tell Us The Truth (1978)
- That's Life (1978)
- The Adventures Of The Hersham Boys (1979)
- The Game (1980)
- Volunteer (1988)
- Information Libre (1992)
- Soapy Water & Mr. Marmalade (1995)
- The X Files (1997)
- Direct Action: Day 21 (2001)